# Kastania (Samos)
Das Dorf Kastania (griechisch Καστανιά (f. sg.) auch Kastanea (Καστανέα)) liegt im Westen der griechischen Insel Samos auf etwa 350 m Höhe fast 5 km südwestlich vom Stadtzentrum Karlovasis.
In der Umgebung oberhalb des Dorfes konnte sich wegen der zahlreichen Quellen eine üppige Vegetation mit vielen Laubbäumen entwickeln, überwiegend bestehend aus den namensgebenden Esskastanien (Castanea sativa). Unterhalb des Dorfes betreiben die Bewohner Weinbau.
Traurige Berühmtheit erlangte der Ort durch eine Vergeltungsaktion italienischer Besatzungskräfte während des Zweiten Weltkrieges. Am 30. August 1943 wurden wegen des Widerstands auf der Insel 27 Dorfbewohner hingerichtet.
Mit der Umsetzung der Gemeindereform nach dem Kapodistrias-Programm im Jahr 1997 erfolgte die Eingliederung von Kastania in die Gemeinde Karlovasia. Die Verwaltungsreform 2010 führte die ehemaligen Gemeinden der Insel zur Gemeinde Samos zusammen. Seit der Korrektur der Verwaltungsreform 2019 in zwei Gemeinden zählt Kastania zur Gemeinde Dytiki Samos.
Einwohnerentwicklung von Kastania
| 1913 | 1920 | 1928 | 1940 | 1951 | 1961 | 1971 | 1981 | 1991 | 2001 | 2011 |
| ---- | ---- | ---- | ---- | ---- | ---- | ---- | ---- | ---- | ---- | ---- |
| 608  | 534  | 625  | 590  | 544  | 473  | 315  | 266  | 257  | 211  | 164  |